# 3-甲基戊烯二酸
3-甲基戊烯二酸（缩写：3-MGA），是一种有机化合物，结构简式HOOCCH=C(CH3)CH2COOH，属于不饱和二羧酸。
如果人体亮氨酸在线粒体分解代谢途径中3-甲基戊烯二酰辅酶A水解酶活性缺乏，会引起尿液中3-甲基戊烯二酸和3-甲基戊二酸（3-MG）增高，产生名为3-甲基戊烯二酸尿症（3-MGA-uria）的遗传性疾病症状。正常尿液中3-MGA含量低于20 mmol/mol 肌酐，而患有该疾病患者则可高达 1000 mmol/mol 肌酐。